# Ridderorden in Canada
Het Koninkrijk Canada heeft als Dominion en als kolonie gebruikgemaakt van de Britse onderscheidingen. Voor de hoogste bestuurders waren de Orde van het Bad en de Orde van Sint-Michaël en Sint-George beschikbaar.
Anders dan in de oude wereld waren de aan de Ridderorden verbonden adellijke titels en de adeldom van de "Peers" in Canada zeer omstreden. 
Op aandrang van het Canadese parlement zag de Britse regering ervan af om in het vervolg nog Canadezen in de adelstand te verheffen. Die Canadese nationaliteit bestaat overigens pas sinds 1947.
De Orde van het Britse Rijk, de meest gebruikte decoratie werd na lange discussies in 1967 vervangen door de Orde van Canada. Deze Orde heeft drie graden maar kent geen adeldom (de titel Sir.... ) aan de leden toe. De Companions hebben als deel van de "Companionage" wél heraldische voorrechten.
In de jaren 70 en 80 van de 20e eeuw stichtten ook de Provincies hun eigen Ridderorden. Deze zijn, op het eigenzinnige Quebec na, zeer exclusieve Orden met een enkele graad en een zeer beperkt aantal nieuwe leden per jaar. De versierselen worden om de hals gedragen. In de meeste gevallen worden zij alleen aan (oud) ingezetenen verleend. Het Franstalige Quebec daarentegen decoreert veel Franse politici en kunstenaars.
In Canada valt op dat de meeste onderscheidingen de vorm van een sneeuwvlok of bloem hebben. Alleen Alberta koos voor zijn Orde van Uitmuntendheid voor het traditionele kruis. Canada volgt in veel gevallen wel de Britse traditie van het plaatsen van letters achter de naam.
Op hùn beurt volgden Australië en Nieuw-Zeeland het Canadese voorbeeld bij het stichten van eigen Ridderorden.

## Canadese Ridderorden
- De Orde van Canada
- De Orde van Verdienste van de Politie (Order of Merit of the Police Forces)

## Ridderorden van de provincies
- De Orde van Uitmuntendheid (Alberta Order of Excellence)
- De Orde van Brits-Columbia (Order of British Columbia)
- De Orde van Manitoba (Order of Manitoba)
- De Orde van New Brunswick (Order of New Brunswick)
- De Orde van Newfoundland en Labrador (Order of Newfoundland and Labrador)
- De Orde van Nova Scotia (Order of Nova Scotia)
- De Orde van Ontario (Order of Ontario)
- De Orde van Prince Edward Island (Order of Prince Edward Island)
- De Nationale Orde van Quebec (National Order of Quebec)
- De Orde van Saskatchewan (Saskatchewan Order of Merit)
- De Orde van Polaris (Yukon Territory Order of Polaris)

## Ridderlijke Orden
In Canada bloeien ook de Europese Ridderlijke Orden. Het land kent zeer grote en bloeiende afdelingen van oude Europese Orden en Pseudo orden.
In de eerste plaats is er een afdeling van de in het Verenigd Koninkrijk gevestigde
- Orde van Sint-Jan

de Canadese en Britse regeringen erkennen deze voornamelijk protestantse Orde en zij neemt in het openbare leven een bijzondere plaats in.
Daarnaast zijn er commanderijen of provincies van deze Orden:
- De Souvereine Militaire Hospitaalorde van Sin-Jan van Rhodos en Malta
- De Heilige Militaire Constantinische Orde van Sint-Joris
- De Orde van het Heilig Graf
- De Orde van Sint-Mauritius en Sint-Lazarus
- De Orde van Sint-Stanislaus

en
- De Orde van Sint-Lazarus